# Xã Putnam, Quận Fayette, Iowa
Xã Putnam (tiếng Anh: Putnam Township) là một xã thuộc quận Fayette, tiểu bang Iowa, Hoa Kỳ. Năm 2010, dân số của xã này là 313 người.